# プロコピエフスク

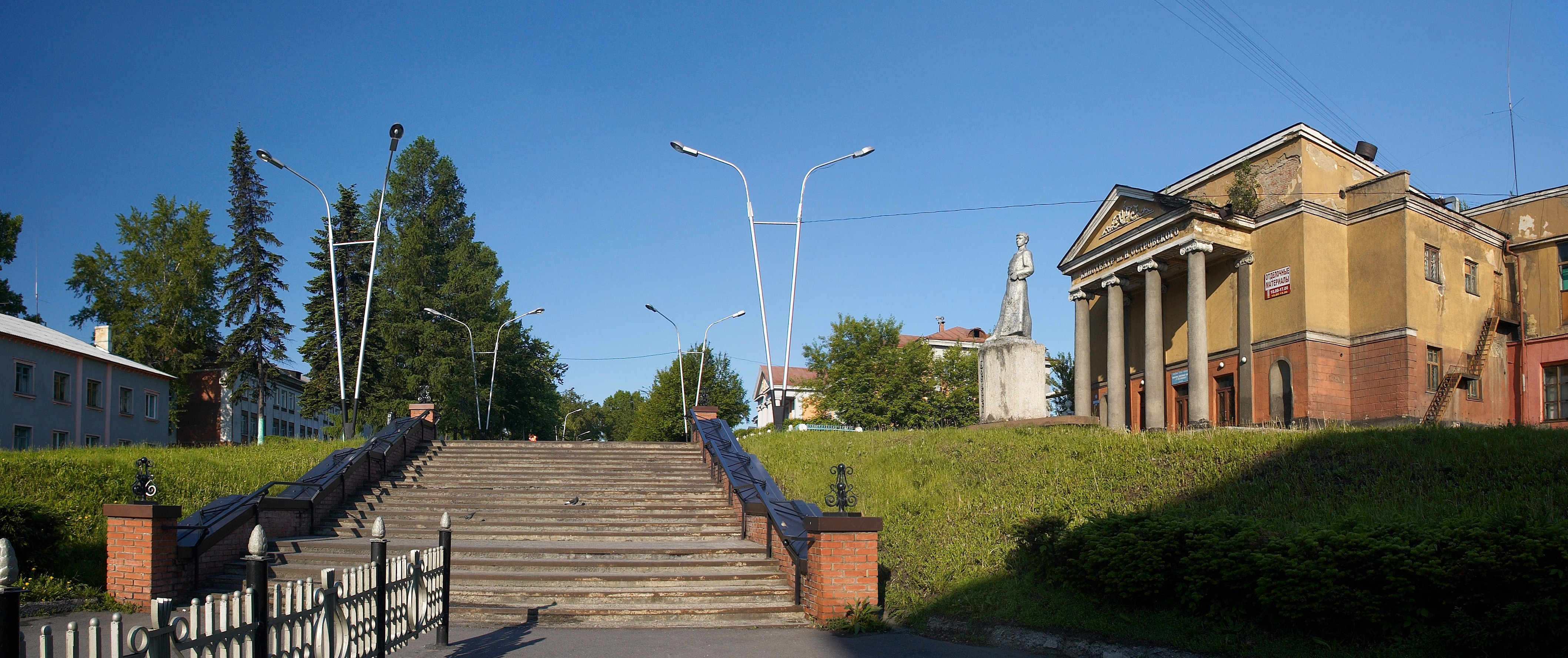

プロコピエフスク（ロシア語: Прокопьевск, Prokopyevsk）は、ロシア連邦ケメロヴォ州の都市。人口は17万7819人（2021年）。
1731年にこの地に村がつくられ、もともとモナスティルスコエ（Монастырское, Monastyrskoe）と呼ばれていた。1931年に都市として登録された。

## 交通
ケメロヴォとノヴォクズネツクを繋ぐ鉄道が通る。

## 経済
世界最大規模のクズバス炭田があり、石炭処理工場や化学工場などが立ち並ぶ重工業が盛んな都市である。こうした産業に起因する大気汚染などは深刻なレベルであり、2019年の初頭には現地メディアが「黒い雪が降った」と報じたことがある。

## 出身人物
- ジーナ・ガーソン(ポルノ女優)
- グリゴリー・ドロスト(ボクサー)
- アーテム・レヴィン(キックボクサー)